# Гая Корнелія Супера
Гая Корнелія Супера (лат. Gaia Cornelia Supera; роки життя невідомі) — дружина римського імператора Еміліяна. Носила титул августи впродовж трьох місяців у 253.

## Життєпис
Про життя Корнелії Супери відомо замало. Вона народилася у провінції Африка. Ймовірно, там одружилася з майбутнім імператором Еміліяном. Відома вдячність мешканців африканського міста Кікул Еміліянові та Корнелії за відновлення цього міста.
У 253 після того як Еміліян став імператором, він надав дружині титул Августи. Втім його правління тривало лише 88 днів. Після смерті чоловіка подальша доля Корнелії Супери невідома.